# Битка при Алба де Тормес
Битката при Алба де Тормес се състои на 26 ноември 1809 г. между френски корпус, командван от Франсоа Етиен дьо Келерман и испанска армия, водена от Диего де Каняс и Портокареро, херцог на Паркѐ, по време на Полуостровната война.

## Битката
Откривайки изненаданата испанска армия по време на преминаването ѝ на река Тормес, Келерман не изчаква пристигането на пехотата си (под командването на Жан Габриел Маршан), а повежда кавалерията си в поредица от атаки, които разпръскват испанските части на близкия бряг, нанасяйки им тежки загуби. Армията на херцога на Паркѐ е принудена да потърси убежище в планините.
През есента на 1809 г. испанската Върховна хунта на кралството планира да започне атака в две направления към Мадрид. На запад, Лявата армия на херцога на Паркѐ постига известен успех срещу слабия VI корпус на Маршан от Великата армия. Когато испанският генерал научава, че другата офанзива е отблъсната в битката при Оканя, той започва бързо отстъпление на юг. В същото време, Маршан е подсилен от драгунска дивизия, под командването на Келерман. Поемайки командването, Келерман започва преследване на Лявата армия, настигайки я при Алба де Тормес. Без да изчакат пехотата, френските драгуни и лека кавалерия атакуват испанците и ги побеждават. Пехотата на Маршан пристига в края на битката. Армията на Дел Парке се оттегля в планините, където прекарва следващите няколко месеца в изключително лоши условия.